# Corrida Internacional de São Silvestre de 1949
A Corrida Internacional de São Silvestre de 1949 foi a 25ª edição da prova de rua, realizada no dia 31 de dezembro de 1949, no centro da cidade de São Paulo, a largada aconteceu as 23h40m, a prova foi de organização da Cásper Líbero e A Gazeta Esportiva.
O vencedor foi o finlandês Viljo Heino, com o tempo de 22m45.

## Percurso
Praça Oswaldo Cruz esquina com a Av. Paulista até o Edifício Palácio da Imprensa – Rua da Conceição, com 7.300 metros.

## Resultados

#### Masculino
- 1º Viljo Heino (Finlândia) - 22m45s

### Participações
- Participantes: 1968 atletas
- Chegada: 867 atletas.[3]

## Ligações Externas
- Sítio Oficial (em português)